# Pierre François Godot
Pierre François Godot, ou Pierre-François Godot, aussi écrit Godeau, est un architecte français, né à une date inconnue, mort en 1762. Il se disait parfois ingénieur.

## Biographie
Le plus ancien bâtiment que l'on puisse lui attribuer est une maison située au no 42 rue de l'Arbre-Sec construite pour André Eynaud, marchand de vin du roi. Le contrat passé par l'entrepreneur Denis Morin est daté du 25 juin 1717.
En 1724, à la demande de l'abbé Bitaut, prieur commendataire de Louÿe de l'ordre de Grandmont, Messire Alexandre Lefèvre de la Fallière, Grand-Maître « enquesteur » et général réformateur des Eaux et Forêts de France fait venir Pierre François Godot, demeurant rue du Petit Lion, pour faire « une estimation des ouvrages de vétusté qui sont à faire dans les bâtiments, et fermes dépendantes du prieuré royal ». Il a refait le portail nord de l'église du prieuré.
En 1727, il refait la voûte de la nef de l'église Saint-Leu-Saint-Gilles en la surhaussant. Elle est réalisée en charpente hourdée de plâtre. Il est alors l'architecte de l'œuvre et fabrique de Saint-Leu-Saint-Gilles.
Pierre François Godot a été l'architecte de l'ordre de la Merci qui rachetait les voyageurs capturés en mer par les Barbaresques. Il a reconstruit simultanément les couvents de Lyon et de Paris. Le couvent de Paris était situé rue de Chaume, actuel no 45 rue des Archives. Le couvent de Paris a été édifié grâce aux fonds légués par la famille de Bléry. Les contrats ont été passés à l'entrepreneur Claude Bonneau le 20 décembre 1729 et le 11 août 1730. L'escalier est un ouvrage ovale à noyau creux, porté sur limon. Il rappelle celui construit par Palladio à la Charité de Venise.
Pour l'abbé Charles Henri Arnauld de Pomponne, Godot rebâtit l'abbaye Saint-Médard de Soissons et le château de Vic-sur-Aisne, de 1725 à 1729 environ.
Il a construit de nombreux immeubles dans Paris.
Il est l'architecte du marquis de Harville en 1729 pour fournir les plans et suivre la construction d'une maison rue Saint-Martin.
En 1733, il intervient dans une maison sise no 47 rue Vieille-du-Temple, dite hôtel de Bizeuil, appartenant à Jean Pingault,.
En 1739, pour le sieur Siré, il intervient rue de l'Arche-Marion et quai de la Mégisserie. En 1741, il travaille pour le comte de Clermont-d'Amboise, rue Saint-Honoré, près de l'Orangerie.
Il a été l'architecte du château d'Hérouville dont il ne subsiste que deux ailes.
Il a construit l'escalier d'honneur à trois volées droites de l'évêché de Chartres pour l'évêque Mgr de Rocozels.
Il est intervenu à l'abbaye de Faremoutiers.
Il propose, en 1746, un projet pour le premier concours de la place Louis XV consistant à élargir le carrefour de Buci.
Il a terminé sa carrière comme contrôleur des Bâtiments du roi à Compiègne.
Pierre François Godot a été nommé académicien de la 2e classe de l'Académie royale d'architecture en 1739. Il est nommé académicien de la 1re classe en 1758. À l'Académie royale d'architecture il s'est consacré beaucoup aux problèmes de technique et de pratique comme le montrent les discussions sur son Traité du toisé qu'il y a lu en février-mars 1745 et repris en 1752
En 1752, il propose la démolition du jubé de la cathédrale de Noyon. On lui a attribué à tort le maître-autel à la romaine de la cathédrale qui a été réalisé par Jacques Gondouin. Mais il a peut-être donné les dessins des garde-corps en ferronnerie des tribunes et des portes des sacristies En 1754, il donne son avis sur le projet de maître-autel dans les discussions entre l'évêque de Noyon et le chapitre. Il propose le réaménagement de l'espace liturgique. Le conseil d'État décide de construire le maître-autel suivant le plan du sieur Godot en 1755, mais le projet s'arrête en 1761, probablement à la suite d'une maladie de l'architecte.
Il habitait rue de Bourbon en 1726, rue de Gravilliers en 1733 et rue Saint-Honoré en 1746.
Il a d'abord été marié à Marie-Marguerite Dubois. Devenu veuf, il signe son contrat de mariage, le 6 avril 1732, avec Jeanne Néreau, fille mineure d'Antoine Néreau, procureur au Châtelet.
Sa mort est annoncée au cours de la réunion de l'Académie royale d'architecture du 9 août 1762.